# Жупан (титул)
Жупа́н (праслав. županъ), у сербов «Великий жупан» — князь или старшина у южных славян, руководитель округа, области (края, страны) государства.

## Этимология
Обычно слово связывается с праслав. *župa «область». По другой версии — от иранского *fšu.pāna-, *gau-pāna- «пастух», букв. «защитник мелкого (fšu)/крупного (gau) рогатого скота». По мнению Агусти Алеманя, титул жупан был заимствован славянами у аваров, которые принесли его из Центральной Азии, где он был иранской полукалькой от китайского административного термина кит. упр. 州牧, пиньинь zhou mu «региональный правитель».
От праслав. *gъpаnъ в западнославянских языках произошло слово пан «господин». М. Фасмер считает этот корень вариантом *župan, тогда как О. Н. Трубачёв разделяет *župan и *gъpаnъ, выводя только последний корень из иранского *gau-pāna- «пастух, защитник скота».

## История
По Константину Порфирородному, придунайские славяне (сербы) управлялись жупанами — старцами. У него же говорится, что страна хорватов была разделена на жупанства (zupania), а жупанами (Zupanus sea jupanus) у сербов, венгров и также у других славян, помимо сербов, назывались начальники провинции или государства.
У далматов жупаны составляли особый класс вельмож-советников государя. Венгры изменили это слово в ишпан (ispán), то есть граф.

## В Хорватии
В современной Хорватии жупан (хорв. župan) — губернатор, глава жупании и мэр Загреба. Избирается на четырёхлетний срок скупщиной жупании.
Ныне в Хорватии жупанами называют глав 20 жупаний.

## В Словении
В современной Словении жупан (словен. župan) — глава муниципальной общины.